# Rao-Rao Dolok
Rao-Rao Dolok is een bestuurslaag in het regentschap Mandailing Natal van de provincie Noord-Sumatra, Indonesië. Rao-Rao Dolok telt 730 inwoners (volkstelling 2010).